# Hilde
De Nederlandse meisjesnaam Hilde is een verkorting van Hildegard. Ook Mathilde, Reinhilde, Brunhilde, Hildegarde kunnen tot Hilde afgekort.
Het Germaanse woord "hild" is etymologisch verwant aan "held" en betekent "dapper, strijdbaar".
Er bestaat ook een Nederlands woord hilde dat een zolderruimte onder het hellende dak van een stalgebouw bij een boerderij aanduidt.  Dit woord is waarschijnlijk van hetzelfde woord als hellend afgeleid.

## Bekende naamdraagsters
- Hildegard van Bingen
- Hildegard, derde vrouw van Karel de Grote
- Hildegard van Vlaanderen, gravin van Holland
- Hildegarde van Bourgondië, echtgenote van Willem VIII van Aquitanië
- Hildegard van Beieren, prinses van Beieren
- Hildegard Knef, Duitse actrice
- Hildegard Staehle, Duitse verzetsstrijdster